# Galeria Karstadt Kaufhof

Het bedrijfslogo tot 19 augustus 2021

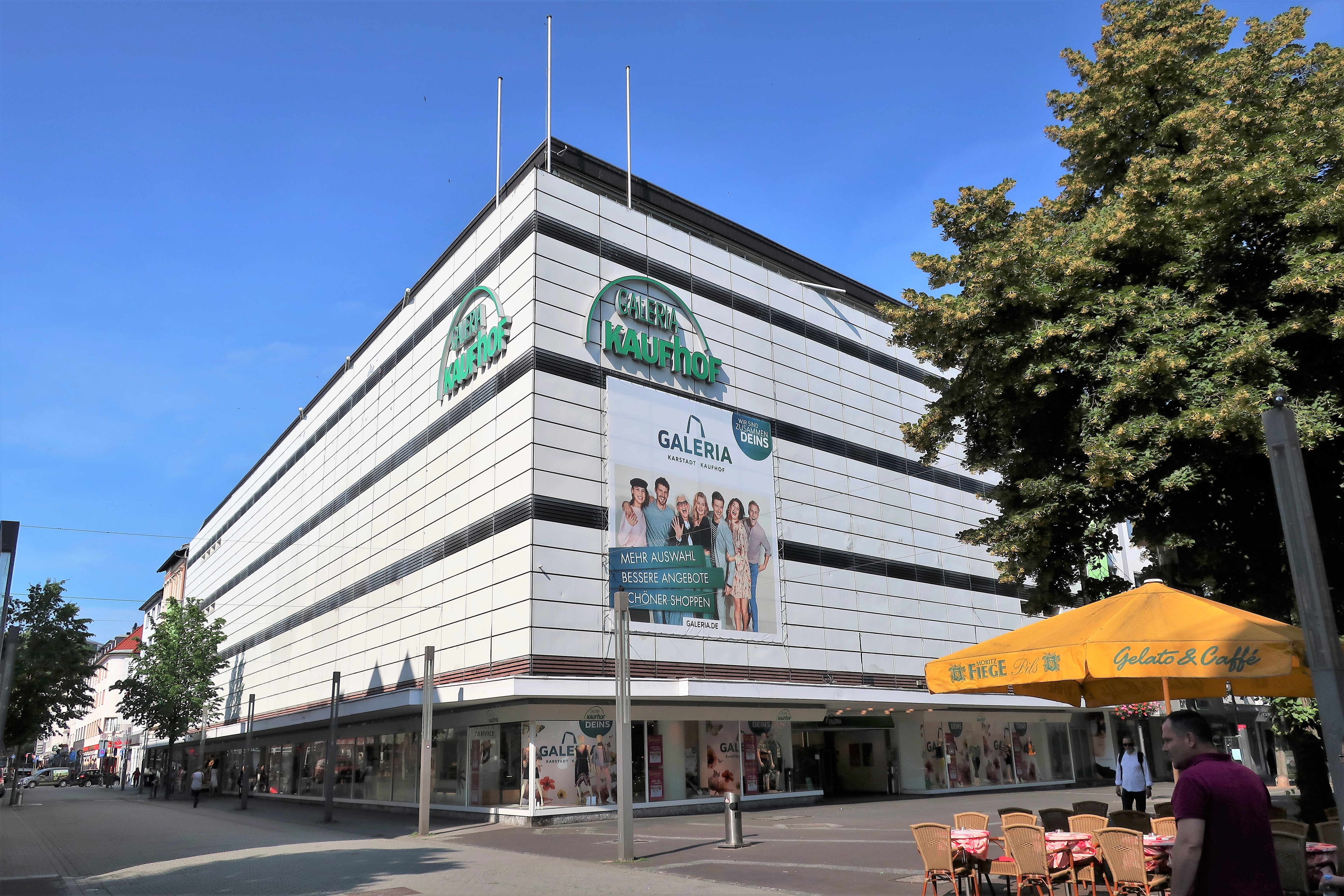
Galeria Karstadt Kaufhof in Hagen (2019)

De in Essen gevestigde Galeria Karstadt Kaufhof GmbH (in de eigen spelling GALERIA Karstadt Kaufhof GmbH ) was de op een na grootste warenhuisgroep in Europa met 131 vestigingen en circa 18.000 medewerkers. De groep ontstond in 2019 uit de voorheen zelfstandige bedrijven Galeria Kaufhof en Karstadt. Het nieuwe paraplumerk GALERIA werd gelanceerd in augustus 2021. Op 27 oktober 2021 werden de eerste 3 vestigingen (Frankfurt am Main, Kassel en Kleve) en de onlinewinkel onder de nieuwe naam geopend. Maar ruim 2 jaar later -in januari 2024- vroeg de keten faillissement aan. 

## Geschiedenis
Vanaf 2012 heeft de Oostenrijkse Signa Holding Karstadt geleidelijk overgenomen. In 2015 kocht de Canadese retailer Hudson's Bay Company (HBC) de warenhuisketen Galeria Kaufhof met 103 vestigingen in Duitsland, 16 filialen van SportArena evenals 16 warenhuizen van de Belgische dochteronderneming Galeria Inno van het Duitse Metro AG voor 2.825 miljard euro. 
Signa had eerder al interesse getoond in Kaufhof. Signa en HBC kwamen eind 2018 een fusie overeen van Kaufhof en Karstadt, waarbij Signa 50,01% van de aandelen kreeg en HBC de rest. Vanaf 25 maart 2019 opereren Karstadt en Galeria Kaufhof in Duitsland onder de gemeenschappelijke naam Galeria Karstadt Kaufhof. Hierdoor ontstond de op een na grootste warenhuisgroep van Europa, na El Corte Inglés. 
Sinds juni 2019 is Signa de enige eigenaar van Galeria Karstadt Kaufhof, nadat de Oostenrijkers de resterende aandelen van het Canadese HBC kochten voor ongeveer een miljard euro. De 15 Hudson's Bay warenhuizen die vanaf het najaar 2017 in Nederland waren en op 31 december 2019 allemaal werden gesloten, alsmede de twee Saks Off 5th outletwinkels in Amsterdam en Rotterdam (gesloten eind juni 2019) bleven juridisch vallen onder HBC.
Sinds de overname door Signa in juni 2019 opereren niet alleen de Duitse vestigingen van Galeria Kaufhof en Karstadt, maar ook de voedings- en horecaformules (Dinea, Galeria Gourmet, Karstadt Feinkost en Le Buffet), de Karstadt Sport-winkels, de Duitse vestigingen van Saks Off 5th (allemaal gesloten vanaf juli 2019), de Belgische warenhuizen van Galeria Inno onder de paraplu van GALERIA Karstadt Kaufhof GmbH. Daarnaast vallen een aantal internetaanbieders, waaronder de marktplaats hood.de.
Kort voor de definitieve fusie van Karstadt en Galeria Kaufhof in januari 2020 werd een akkoord bereikt met vakbond Verdi. De nieuwe cao sluit ontslagen wegens bedrijfseconomische redenen tot 2024 uit vanwege een locatiezekerheid. Daarnaast wordt het salaris van de Karstadt-medewerkers verhoogd naar dat van Galeria Kaufhof-medewerkers, wat overeenkomt met een stijging van 11 procent. Om dit nieuwe contract te financieren, wordt onder meer gekort op de salarissen van leidinggevenden. De snelheid van de saneringen moet het ook mogelijk maken de salarissen op korte termijn te verhogen.
In november 2019 nam Galeria Karstadt Kaufhof 106 van de in totaal 125 filiaalreisbureaus en het e-commerceplatform Golden Gate over van het failliete Thomas Cook Touristik GmbH. De reisbureaufilialen opereren onder de merknaam Galeria Reisen.
In december 2019 nam Galeria Karstadt Kaufhof de sportwinkels van Sportscheck en breidde de sportdivisie daarmee uit met 1.300 medewerkers en 17 winkels.
Op 27 januari 2020 werd bekend dat Galeria Karstadt Kaufhof en Fiege Logistik een joint venture oprichten, die bedoeld is om de efficiëntie van de logistiek te vergroten. De Fiege Group heeft een belang van 51 procent in de joint venture en het hoofdkantoor van het bedrijf komt in Greven.
Op 20 augustus 2021 maakte het bedrijf bekend dat het in de toekomst onder de naam Galeria zou opereren. De oude namen Karstadt en Kaufhof verdwijnen uit de naam. De vestigingen in Frankfurt am Main, Kassel en Kleve werden omgebouwd naar een nieuw concept onder de naam Galeria. Op 27 oktober 2021 openden de omgebouwde vestigingen in Frankfurt am Main, Kassel en Kleve onder een nieuwe naam en logo. De overige 131 filialen worden geleidelijk omgebouwd.

### Bedrijfseconomische ontwikkelingen
Op 1 april 2020 kondigde het bedrijf aan dat het management een verzoek tot surseance van betaling had ingediend bij de rechtbank van Essen voor Galeria Karstadt Kaufhof GmbH en haar dochteronderneming Karstadt Sports. Het bedrijf werd zwaar getroffen door de sluiting van zijn filialen als gevolg van de beperkingen veroorzaakt door de COVID-19-pandemie en de economische gevolgen ervan. Om Galeria Karstadt Kaufhof te beschermen werd de aanvraag spoedig goedgekeurd.
Op 15 mei 2020 werd bekend gemaakt dat het bedrijfsleiding een herstelplan ging maken. De reden hiervoor was een verwacht omzetverlies dat in de miljarden euro's loopt als gevolg van de COVID-19-pandemie. Op 18 juni 2020 kondigde het concern aan dat 62 van de 172 bestaande filialen in 47 steden zouden sluiten. Hierbij zouden tot 6.000 arbeidsplaatsen verloren gaan. Daarnaast zouden 20 van de 30 Karstadt Sports filialen, de reisbureaus en het hoofdkantoor in Essen worden gesloten. Met de verhuurders van de warenhuizen werd onderhandeld over een verlaging van de huurprijs. 
Op 1 juli 2020 werd de insolventieprocedure aangevraagd bij de rechtbank van Essen. De rechtbank van Essen gaf opdracht voor een zogenaamde "insolventieprocedure in eigen regie" voor de warenhuisketen Galeria Karstadt Kaufhof en acht andere dochterondernemingen. Naast de warenhuizen van Galeria Karstadt Kaufhof waren dat Karstadt Sports, Galeria Logistik, Sportarena, Le Buffet, Dinea Gastronomie, Karstadt Feinkost, Atrys I (reisbureauvestigingen) en Saks Fifth Avenue Off 5th Europe.
De "insolventieprocedure in eigen regie" volgde op de eerdere surseance van betaling. Galeria Karstadt Kaufhof en Karstadt Sports hebben daarna de herstructureringsplannen voorgelegd aan de rechtbank.
Parallel aan de plannen om de 62 warenhuisvestigingen te sluiten, werden in de getroffen steden maatregelen genomen om de sluiting te voorkomen. Op 3 juli 2020 kondigde het bedrijf aan dat er slechts 56 in plaats van 52 moesten sluiten. Vanaf medio oktober 2020 begon de sluiting van de circa 40 filialen die dan nog dicht moesten. Na de kerstverkopen van 2020 zouden de sluitingen voltooid zijn.
Op 1 september 2020 keurde de vergadering van schuldeisers het herstructureringsplan goed dat was opgesteld door de bedrijfsleiding onder toezicht van bewindvoerder Frank Kebekus. In totaal moesten leveranciers, verhuurders en andere schuldeisers ruim twee miljard euro kwijtschelden. Daarop werd de faillissementsprocedure op 30 september beëindigd.
In januari 2021 kreeg Galeria Karstadt Kaufhof een achtergestelde lening van 460 miljoen euro van het Wirtschaftstabilisierungsfonds dat werd opgericht in de nasleep van de COVID-19-pandemie.
In oktober 2022 is weer om staatssteun gevraagd en is personeel ingelicht over zware financiële problemen van het bedrijf. 
Als gevolg van het faillissement van de onderneming sloot het filiaal in Halle op 31 december 2022 zijn deuren.

### Faillissement
In 2023 werd een faillissement van Galeria afgewend nadat schuldeisers akkoord waren gegaan met het kwijtschelden van meer dan een miljard euro aan schulden. Maar op 9 januari 2024 leek een bankroet onafwendbaar en vroeg de keten faillissement aan bij de rechtbank in Essen. Een reden was het faillissement in november 2023 van de noodlijdende moedermaatschappij Signa. Dat veroorzaakte volgens CEO Olivier van den Bossche 'enorme schade' aan Galeria. Ook zou de slechte financiële situatie van het moederbedrijf 'toekomstige ontwikkelingsmogelijkheden belemmeren', als gevolg van hoge huren en dure diensten. Er zouden inmiddels gesprekken lopen over een mogelijke doorstart door een nieuwe investeerder.